# English Premier Ice Hockey League 2005/06
Die Saison 2005/06 war die 8. Austragung der English Premier Ice Hockey League, die nach der Auslösung der British National League nun die zweite Spielklasse im britischen Eishockey darstellt.

## Modus und Teilnehmer
An der zweithöchsten britischen Liga nahmen ausschließlich englische Mannschaften teil. Es wurden zwei Runden mit Hin- und Rückspiel gespielt. Für einen Sieg – auch nach Verlängerung oder Penaltyschießen – wurden zwei Punkte vergeben, für eine Niederlage nach Verlängerung oder Penaltyschießen gab es einen Punkt.
| Platz | Mannschaft              | Spiele | S  | U  | N  | Tore    | Punkte |
| ----- | ----------------------- | ------ | -- | -- | -- | ------- | ------ |
| 1     | Guildford Flames        | 44     | 39 | 3  | 6  | 197:101 | 81     |
| 2     | Slough Jets             | 44     | 27 | 7  | 14 | 202:144 | 61     |
| 3     | Milton Keynes Lightning | 44     | 25 | 10 | 13 | 201:121 | 60     |
| 4     | Swindon Wildcats        | 44     | 23 | 11 | 14 | 205:162 | 57     |
| 5     | Bracknell Bees          | 44     | 26 | 4  | 18 | 198:142 | 56     |
| 6     | Sheffield Scimitars II  | 44     | 22 | 10 | 16 | 172:120 | 54     |
| 7     | Romford Raiders         | 44     | 24 | 5  | 19 | 214:204 | 53     |
| 8     | Hull Stingrays          | 44     | 22 | 9  | 17 | 158:137 | 53     |
| 9     | Peterborough Phantoms   | 44     | 23 | 6  | 19 | 158:133 | 52     |
| 10    | Telford Raiders         | 44     | 19 | 3  | 26 | 169:179 | 41     |
| 11    | Chelmsford Chieftains   | 44     | 10 | 5  | 33 | 149:284 | 25     |
| 12    | Solihull Barons         | 44     | 7  | 6  | 35 | 115:227 | 20     |
| 13    | Wightlink Raiders       | 44     | 5  | 1  | 42 | 120:304 | 11     |

Legende: S–Siege, U–Unentschieden, N–Niederlage

## Play-offs
Die Spiele der ersten Play-off-Runde wurden in zwei Gruppen à vier Mannschaften durchgeführt. Die jeweils beiden Ersten qualifizierten sich für das Final-Four-Turnier
| Gruppe A         | Gruppe A | Gruppe A | Gruppe A | Gruppe A | Gruppe A | Gruppe A | Gruppe A |
|                  | Spiele   | S        | U        | N        | Tore     | Punkte   |          |
| ---------------- | -------- | -------- | -------- | -------- | -------- | -------- | -------- |
| Guildford Flames | 6        | 4        | 1        | 1        | 18:12    | 9        |          |
| Bracknell Bees   | 6        | 3        | 2        | 1        | 22:14    | 8        |          |
| Hull Stingrays   | 6        | 2        | 2        | 2        | 13:16    | 6        |          |
| Swindon Wildcats | 6        | 0        | 1        | 5        | 10:21    | 1        |          |

| Gruppe B                | Gruppe B | Gruppe B | Gruppe B | Gruppe B | Gruppe B | Gruppe B | Gruppe B |
|                         | Spiele   | S        | U        | N        | Tore     | Punkte   |          |
| ----------------------- | -------- | -------- | -------- | -------- | -------- | -------- | -------- |
| Sheffield Scimitars     | 6        | 3        | 1        | 2        | 16:16    | 7        |          |
| Milton Keynes Lightning | 6        | 3        | 0        | 3        | 21:17    | 6 1      |          |
| Romford Raiders         | 6        | 3        | 0        | 3        | 25:23    | 6 1      |          |
| Slough Jets             | 6        | 2        | 1        | 3        | 21:27    | 5        |          |

### Final Four
Die entscheidenden Spiele der Saison wurden in einem Finalturnier am 15. und 16. April 2006 in Coventry ausgetragen.
Halbfinale
| 15. April 2006 | Guildford Flames | 3:4 | Milton Keynes Lightning | Coventry |

| 15. April 2006 | Sheffield Scimitars | 2:3 | Bracknell Bees | Coventry |

Spiel um Platz 3
| 16. April 2006 | Guildford Flames | 6:2 | Sheffield Scimitars | Coventry |

Finale
| 16. April 2006 | Milton Keynes Lightning | 6:2 | Bracknell Bees | Coventry |